# Nationalisme hazara

Drapeau de l'Hazaradjat, symbole du nationalisme hazara.

Le nationalisme hazara est un mouvement qui prétend que le peuple hazara, un groupe ethnique originaire de la région du Hazaradjat en Afghanistan, est une nation distincte et mérite son propre État-nation.
Le mouvement propage l'idée que les musulmans ne sont pas une nation et que la loyauté ethnique doit surpasser la loyauté religieuse, bien que cette opinion ait été remise en question à la fois par les soulèvements d'indépendance du Hazaradjat dans les années 1890 et par la discrimination systématique à laquelle de nombreux Hazaras ont été historiquement confrontés en Afghanistan.

## Ethnicité et nationalisme
Le nationalisme hazara découle de racines linguistiques et ancestrales dans la région de Hazaradjat, dans le centre de l'Afghanistan moderne.
Le mouvement prétend recevoir un soutien considérable de la diaspora Hazara. Les gouvernements afghans successifs dominés par les Pachtounes ont affirmé à plusieurs reprises que les nationalistes hazaras avaient reçu des fonds de l'Iran.

## Nationalisme moderne
Le nationalisme Hazara dans sa forme moderne a commencé sous la forme des soulèvements Hazara des années 1880 et 1890 (Organisation pour l'unité des Hazara) basés dans Hazarajat, dirigés par des anciens et des alliés Hazara. L'objectif du groupe était d'établir une réforme politique et constitutionnelle dans la région du Hazarajat ; et la fin du despotisme militaire d'Abdur Rahman Khan de la Dynastie Barakzai pour l'unification éventuelle de toutes les terres Hazara en un État indépendant. En 1985, simultanément avec la formation du Hezb-e-Wahdat, les intellectuels Hazara de Mazar-e Sharif , ont formé une organisation nationaliste, appelée l'Unité Hazara.
Il y a eu un renouveau du nationalisme hazara après le soulèvement de Balkhab, dirigé par Mehdi Moudjahid en 2022. Selon ses propres mots, Mehdi a quitté les talibans et a commencé à se rebeller à la suite de la persécution des musulmans chiites et des hazaras.